# Christia campanulata
Christia campanulata là một loài thực vật có hoa trong họ Đậu. Loài này được (Wall.) Thoth. miêu tả khoa học đầu tiên.